# Coryphantha pulleineana
Coryphantha pulleineana, conocido comúnmente como biznaga partida de Matehuala, es una especie de planta suculenta perteneciente al género Coryphantha, dentro de la familia Cactaceae. Es endémica del noreste de México (concretamente de los estados mexicanos de Tamaulipas y San Luis Potosí).  

## Descripción
Coryphantha pulleineana es una especie de cactus pequeña que aunque normalmente crece de forma solitaria, ocasionalmente se ramifica desde la base y forma grupos. Los tallos son delgados, algo cilíndricos y tienen la epidermis de color verde grisáceo opaco. Alcanzan alturas de 20 cm y diámetros de 1,5 a 4,5 cm. Tienen raíces tuberosas, carnosas y muy largas.

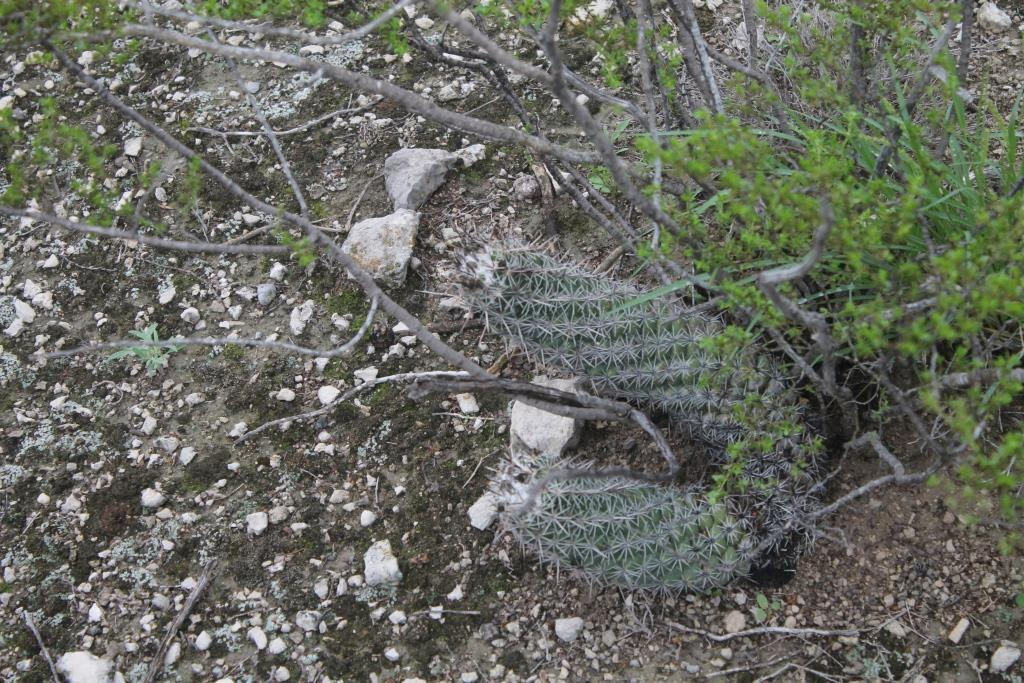
Planta en su hábitat

Los tallos están cubiertos de tubérculos redondeados y de forma cónica a ovalada. Son ascendentes y miden hasta 1 cm de largo. Tienen las axilas y los surcos cubiertos de lana blanca y no tienen glándulas de néctar.
En la punta de los tubérculos se asientan areolas circulares con 3 o 5 espinas centrales rectas, rígidas y ascendentes. Son de color marrón a negro y miden de 1,5 a 2,8 cm de largo. También tienen de 12 a 18 espinas radiales rectas, desiguales y aciculares. Son de color blanco grisáceo con las puntas oscuras y miden de 1,3 a 1,5 cm de largo.
Las flores son apicales y de color amarillo pálido o brillante o amarillo anaranjado, tornándose color salmón al marchitarse. Miden hasta 2,5 cm de largo y de 3 a 4 cm de diámetro. 
Los frutos son verdosos y jugosos. En su interior contienen semillas reniformes y de color pardo, con la testa brillosa y reticulada.

## Distribución y hábitat
El área de distribución nativa de esta especie es noreste de México (concretamente en los estados mexicanos de Tamaulipas y San Luis Potosí) y crece principalmente en biomas desérticos o de matorral seco.
Habita en los suelos calizos de las laderas de colinas situadas entre los 900 y 1400 metros de altitud.

## Taxonomía
La primera descripción de esta especie fue como Neolloydia pulleineana, publicada en 1948 por el botánico alemán Curt Backeberg  en la revista científica The Spine, Revista de la Cactus and Succulent Society of Australia. 1: 108.
Posteriormente, el botánico Charles Edward Glass colocó la especie en el género Coryphantha, pasando a llamarse Coryphantha pulleineana y anotando estos cambios en la revista científica Cactáceas y Suculentas Mexicanas 13: 35, en 1968.
Etimología
- Coryphantha: nombre genérico que deriva del griego coryphe (que significa 'cima' o 'cabeza'), y anthos (que significa 'flor'), haciendo referencia a que las flores aparecen en el ápice de los tallos.
- pulleineana: epíteto específico otorgado en honor al aficionado de los cactus australiano Robert H. Pulleine. [8][9]

## Estado de conservación
En la Lista Roja de Especies Amenazadas de la UICN, la especie está clasificada como de “En Peligro (EN)”.
La amenaza más importante que sufre la especie se debe a la destrucción del hábitat debido principalmente tanto al sobrepastoreo excesivo de ganado caprino como al desarrollo de algunas actividades mineras.

## Usos
Se cultiva principalmente como planta ornamental y su propagación se realiza a través de semillas.